# Peter Klepec (filozof)
Peter Klepec, slovenski filozof, * 29. september 1966, Slovenija.
Po končani izobrazbi je pridobil naziv doktorja znanosti s področja filozofije. Je znanstveni svetnik na Filozofskem inštitutu ZRC SAZU in izredni profesor.

## Življenje
Leta 1966 se je rodil materi Ljudmili, tajnici samoupravnih organov in očetu Jožetu, mizarju. 
Otroštvo je preživljal na Golniku, Dobju pri Planini in Škofji Loki, kjer je igral nogomet, košarko in rokomet, pa tudi kitaro v ansamblih The Flies, Yuma in Peter Klepec. Kasneje je bil član glasbene skupine Mici in stojala (2002-2012). Za filozofijo ga je na Srednji družboslovni-jezikovni šoli (sedanji gimnaziji) Škofja Loka navdušil njegov tedanji profesor sociologije Slavko Gaber. Študij filozofije (smer S-samostojna) je vpisal leta 1986 in študij dokončal leta 1992 (diploma: »Ideal čistega uma«, mentor Mladen Dolar). Njegovi učitelji na Filozofski fakulteti Univerze v Ljubljani so bili Božidar Debenjak, Mladen Dolar in Slavoj Žižek. V letih 1987-1992 je deloval na Radiu Študent, v letih 1990-1992 je bil tam urednik družbene redakcije. Kot mladi raziskovalec je na Filozofskem inštitutu ZRC SAZU pod mentorstvom Rada Riha in Jelice Šumič Riha, slovenskega filozofa in filozofinje, nadaljeval podiplomski študij. Pod mentorstvom Slavoja Žižka je zagovarjal magisterij (»Končno in neskončno v nemški klasični filozofiji, 1995) in doktorat (»Sodobna francoska filozofija med imanenco in kontingenco«, 1998). Od leta 1999 je zaposlen na Filozofskem inštitutu ZRC SAZU, kjer je bil leta 2011 imenovan za znanstvenega svetnika.

### Delo
Je prevajalec številnih del iz nemščine, angleščine in francoščine, avtor številnih del iz področja nemške klasične filozofije, psihoanalize in sodobne filozofije, ter treh monografij: Vznik subjekta, Založba ZRC, Ljubljana 2004, Dobičkonosne strasti. Kapitalizem in perverzija 1., Analecta, DTP, Ljubljana 2008 (prevod v srbščino: Kapitalizam i perverzija. 1, Profitabilne strasti, Izdavačka knjižarnica Zorana Stojanovića, Novi Sad 2016), Matrice podrejanja. Kapitalizem in perverzija 2., Analecta, DTP, Ljubljana 2019; Časi nočne more, Analecta, DTP, Ljubljana 2025.
Kot urednik je uredil posebno mednarodno številko Filozofskega vestnika Radical Philosophy? (2008), so-uredil zbornik Šta je, u stvari, radikalno? (edicija Rizom, Narodna biblioteka Srbije, Beograd 2009), delo Gillesa Deleuza, Razlika in ponavljanje (Založba ZRC 2011), dve čitanki Slavoja Žižka: Začeti od začetka (CZ, Ljubljana 2010) in Poskusiti znova – spodleteti bolje (CZ, Ljubljana 2011) ter čitanko: Mladen Dolar, Strel sredi koncerta (CZ, Ljubljana 2012).Dejaven je tudi na pedagoškem področju:
- 1999–2000, Univerza v Mariboru,

- 2000–2002, Univerza na Primorskem (Koper),

- 1999–2004, Institutum Studiorum Humanitatis, Ljubljana,

- 2003–2006, Delavsko-punkerska univerza, Ljubljana,

- 2008–2014, Univerza v Novi Gorici,

- 2014–, Podiplomska šola ZRC SAZU, modul »Transformacija moderne misli – filozofija, psihoanaliza, kultura« na podiplomskem programu »Primerjalni študij idej in kultur«, predmet »Psihoanaliza in družbena vez« (skupaj z dr. Alenko Zupančič Žerdin, od 2006),

- 2020–, izvoljen v naziv izrednega profesorja za filozofijo.

Je odgovorni urednik revije Problemi (2022, član uredništva od 1992-; ISSN 0555-2419) in član uredništva revije Filozofski vestnik (2004-; odgovorni urednik 2004-2024; ISSN 0353-4510).
Poleg tega je tudi član Slovenskega filozofskega društva in Društva za teoretsko psihoanalizo (mednarodno združenje).

## Izbrane publikacije
- Sadizem, Schadenfreude in krutost. Filozofski vestnik, 2021, letn. 42, št. 3, str. 155–201. DOI: 10.3986/fv.42.3.08. [COBISS.SI-ID 97366531]
- World? Which world?: on some pitfalls of a concept. V: BENČIN, Rok (ur.). The concept of world in contemporary philosophy. Ljubljana: Založba ZRC, 2021. Filozofski vestnik, 2021, 2. ISBN 978-961-05-0603-4. ISSN 0353-4510, letn. 42, št. 2, str. 45-69. DOI: 10.3986/fv.42.2.03. [COBISS.SI-ID 97153539]
- Tips and tricks: remarks on the debate between Badiou and Cassin on ʼSophisticsʼ. V: JOHNSTON, Adrian (ur.), NEDOH, Boštjan (ur.), ZUPANČIČ ŽERDIN, Alenka (ur.). Objective fictions : philosophy, psychoanalysis, Marxism. Edinburgh: Edinburgh University     Press, cop. 2022. Str. 124-143. ISBN 978-1-4744-8932-4.     [COBISS.SI-ID 94520579]
- Covid 19, das Unheimliche in nočna mora. Problemi, 2020, letn. 58, 9/10, str. 111-139 ISSN 0555-2419 (COBISS)
- On »the idea« in Badiou. Problemi, 2019, letn. 57, št. 11/12, str. 275-300 ISSN 0555-2419 (COBISS)
- Crisis, Europe. V: Šumič-Riha, Jelica (ur.). Rethinking the idea of Europe, Filozofski vestnik, 2. Ljubljana: Založba ZRC, 2019. Letn. 40, 2, str. 117-136 ISBN 978-961-05-0251-7 ISSN 0353-4510
- Kaj je sploh to - oktobrska revolucija?. V: AVSENIK NABERGOJ, Irena (ur.). Oktobrska revolucija: 1917-2017: med izkušnjo, interpretacijo in poetizacijo. 1. izd. Ljubljana: Založba ZRC, 2019. str. 9-24. Zbirka Življenja in dela, 20, Kulturnozgodovinske študije, 5. ISSN 1855-9360 ISBN 978-961-05-0174-9 (COBISS)
- On Lacanʼs The Triumph of Religion and related matters. Filozofski vestnik, 2019, letn. 40, 1, str. 139-162 ISSN 0353-4510 (COBISS)
- O zastavkih Badioujeve Imanence resnic. Problemi, 2019, letn. 57, št. 3/4, str. 107-132 ISSN 0555-2419 (COBISS)
- On the touch of swear words: swearing and the Lacanian real. V: Komel, Mirt (ur.). The language of touch: philosophical examinations in linguistics and haptic studies. London [etc.]: Bloomsbury Academic, 2019, str. 121-135 ISBN 1-3500-5926-9 (COBISS)
- Od strukturalizma strasti do spleta afektov. Problemi, 2018, letn. 56, 3/4, str. 189-235 ISSN 0555-2419 (COBISS)
- Badioujev Platon. Problemi. 2017, letn. 55, 5/6, str. 145-183 ISSN 0555-2419 (COBISS)
- For another Lacan-Deleuze encounter. V: Nedoh, Boštjan (ur.), Zevnik, Andreja (ur.). Lacan and Deleuze: a disjunctive synthesis. Edinburgh: Edinburgh University Press, 2017, str. 13-31 ISBN 978-1-4744-0829-5 (COBISS)